# 이중주기 변광성
이중주기 변광성(double periodic variable; DPV)은 변광성 쌍성계의 일종이다. 이름에서 알 수 있듯이 식쌍성의 원리에 의한 변광과 공전주기보다 약 33배 긴 주기의 변광이 함께 나타난다. 동반성 하나가 다른 하나로부터 물질을 전달받아 주변에 두꺼운 물질 원반을 형성하고 있으며, 쌍성계 전체 질량은 주기적으로 성간매질로 흘러나가 소실된다. 2차 변광의 이유는 아직 확실히 밝혀지지 않았다. 이중주기 변광성은 매우 드물어서 우리은하에서 21개, 대마젤란운에서 170여개 정도만이 발견되었다(2016년 4월 기준).